# Johnny Kneubuehler
Johnny Kneubuehler (Reiden, 27 maggio 1996) è un hockeista su ghiaccio svizzero.

## Palmarès
- Coppa Spengler: 1

Ambrì-Piotta: 2022